# ボンジュール、アン
『ボンジュール、アン』（原題: Paris Can Wait）は、2016年に公開された米英合作のコメディ映画である。監督はエレノア・コッポラ、主演はダイアン・レインが務めた。なお、本作はコッポラの長編映画監督デビュー作である。

## ストーリー
アン・ロックウッドは夫のマイケルと共にカンヌを訪れていた。マイケルは敏腕の映画プロデューサーであり、カンヌ国際映画祭に映画の買い付けに来たのである。映画祭終了後、2人はパリで休暇を楽しむことになっていたが、急用でブダペストへ行かなければならなくなった。2人は飛行機でブダペストへ向かおうとしたが、アンが耳の炎症のために飛行機に乗れなくなってしまった。途方に暮れた2人だったが、マイケルのビジネスパートナーであるジャックが自動車でアンをパリへ連れて行ってくれることになった。
カンヌからパリまでは自動車で7時間の距離だったが、食いしん坊のジャックが名所や名店を見つけるたびにそこに立ち寄ったので、移動が長引くことになった。ジャックは機知に富んだ会話でアンを楽しませてくれたが、アンは彼の真意を推し量ることができずにいた。立ち寄った教会でアンは亡くなった子供のことを思い出し、ネックレスのロケットに入っている子供の写真を見た。その後、2人はディナーの席に着いた。その場でもジャックはアンを誘惑しにかかった。
予期せぬ楽しい時間であったが、目的地に到着したために終りを迎えることとなった。別れ際、ジャックは思わぬ行動を取った。

## キャスト
※括弧内は日本語吹替
- アン・ロックウッド - ダイアン・レイン（佐々木優子）
- ジャック・クレマン - アルノー・ヴィアール（玉野井直樹）
- マイケル・ロックウッド - アレック・ボールドウィン（田中正彦）
- マルティーヌ - エリーズ・ティエルローイ（英語版）（庄司まり）
- キャロル - エロディ・ナヴァール（フランス語版）（声の出演）（森なな子）

## 製作
2015年2月、エレノア・コッポラの長編映画監督デビュー作にダイアン・レイン、ニコラス・ケイジ、イヴァン・アタルが出演することになったと報じられた。本作の主要撮影は6月15日に始まり、7月31日に終了した。9月、ケイジとアタルが降板し、その代役としてアレック・ボールドウィンとアルノー・ヴィアールが起用されていたとの報道があった。

## 公開・興行収入
2016年9月12日、本作は第41回トロント国際映画祭でプレミアを迎えた。19日、ソニー・ピクチャーズ・クラシックスが本作の全米配給権を獲得したとの報道があった。
2017年5月12日、本作は全米4館で限定公開され、公開初週末に9万8850ドルを稼ぎ出し、週末興行収入ランキング初登場36位となった。

## 評価
本作に対する批評家の評価は伸び悩んでいる。映画批評集積サイトのRotten Tomatoesには106件のレビューがあり、批評家支持率は45%、平均点は10点満点で5.4点となっている。サイト側による批評家の見解の要約は「『ボンジュール、アン』には好感の持てる俳優が揃っているが、彼/彼女らは雑に扱われている。同作には面白いアイデアや登場人物が欠けており、素晴らしい旅の情景を超えるものを何ら提示できていない。」となっている。また、Metacriticには25件のレビューがあり、加重平均値は48/100となっている。